# Zbiór pusty
Zbiór pusty – zbiór niezawierający żadnych elementów; zazwyczaj oznaczany symbolami {\displaystyle \varnothing ,} {\displaystyle \emptyset ,} rzadziej {\displaystyle \{\}} (niegdyś również: 0 lub Λ). Zbiór, który nie jest pusty, tj. taki, który zawiera choćby jeden element, nazywany jest zbiorem niepustym.
W teorii mnogości Zermela-Fraenkla istnienie zbioru pustego jest zagwarantowane przez aksjomat zbioru pustego, a jego jedyność wynika z aksjomatu ekstensjonalności.

## Własności
- Zbiór pusty jest podzbiorem każdego zbioru:
{\displaystyle \forall A:\varnothing \subseteq A,}

bo zgodnie z definicją zachodzi
{\displaystyle \forall x:(x\in \varnothing \implies x\in A).}
Prawdziwość powyższej implikacji wynika z reguły z fałszu wynika wszystko.
- Suma dowolnego zbioru A i zbioru pustego jest równa zbiorowi A:
{\displaystyle \forall A:A\cup \varnothing =A}
- Iloczyn dowolnego zbioru A i zbioru pustego jest równy zbiorowi pustemu:
{\displaystyle \forall A:A\cap \varnothing =\varnothing }
- Iloczyn kartezjański dowolnego zbioru A i zbioru pustego jest równy zbiorowi pustemu:
{\displaystyle \forall A:A\times \varnothing =\varnothing }
- Jedynym podzbiorem zbioru pustego jest zbiór pusty:
{\displaystyle \forall A:(A\subseteq \varnothing \implies A=\varnothing )}

Oznacza to, że zbiór potęgowy zbioru pustego zawiera tylko jeden element, czyli zbiór pusty.
- Moc zbioru pustego wynosi 0:
{\displaystyle \left\vert \varnothing \right\vert =0}
- Dla dowolnego zbioru A zbiór pusty jest relacją w A zwaną relacją pustą.
- Dla dowolnego zbioru A można określić funkcję {\displaystyle f:\varnothing \to A,} zwaną funkcją pustą.
- Jeżeli {\displaystyle F(x)} jest dowolną funkcją zdaniową, to prawdą jest, że:
{\displaystyle \forall x\in \varnothing :(F(x)\land \lnot F(x))}
- Ponadto dla dowolnej funkcji zdaniowej {\displaystyle F(x)} i zbioru A, na którym jest ona określona, zachodzi warunek:
{\displaystyle [\forall x\in A:(F(x)\land \lnot F(x))]\implies A=\varnothing }
- {\displaystyle \varnothing \neq \{\varnothing \}\neq \{\{\varnothing \}\}} etc.